# Episodi de Il sergente Preston (seconda stagione)
La seconda stagione della serie televisiva Il sergente Preston è andata in onda negli Stati Uniti dal 13 settembre 1956 al 25 aprile 1957 sulla CBS.
| nº | Titolo originale           | Prima TV USA      | Titolo italiano     | Prima TV Italia |
| -- | -------------------------- | ----------------- | ------------------- | --------------- |
| 1  | Limping King               | 13 settembre 1956 | La miniera truccata |                 |
| 2  | The Rookie                 | 20 settembre 1956 |                     |                 |
| 3  | Pack Ice Justice           | 27 settembre 1956 |                     |                 |
| 4  | Revenge                    | 4 ottobre 1956    |                     |                 |
| 5  | Littlest Rookie            | 11 ottobre 1956   |                     |                 |
| 6  | Lost Patrol                | 18 ottobre 1956   |                     |                 |
| 7  | King of Herschel Island    | 25 ottobre 1956   |                     |                 |
| 8  | Ghosts of the Anvils       | 1º novembre 1956  |                     |                 |
| 9  | Eye of Evil                | 8 novembre 1956   |                     |                 |
| 10 | Luck of the Trail          | 15 novembre 1956  |                     |                 |
| 11 | Return Visit               | 22 novembre 1956  |                     |                 |
| 12 | The Tobacco Smugglers      | 29 novembre 1956  |                     |                 |
| 13 | Turnabout                  | 6 dicembre 1956   |                     |                 |
| 14 | Emergency on Scarface Flat | 13 dicembre 1956  |                     |                 |
| 15 | The Williwaw               | 20 dicembre 1956  |                     |                 |
| 16 | Border Action              | 27 dicembre 1956  |                     |                 |
| 17 | The Black Ace              | 3 gennaio 1957    |                     |                 |
| 18 | Scourge of the Wilderness  | 11 gennaio 1957   |                     |                 |
| 19 | Blind Justice              | 17 gennaio 1957   |                     |                 |
| 20 | The Stolen Malamute        | 4 aprile 1957     |                     |                 |
| 21 | The Devil's Roost          | 11 aprile 1957    |                     |                 |
| 22 | Ten Little Indians         | 18 aprile 1957    |                     |                 |
| 23 | Underground Ambush         | 25 aprile 1957    |                     |                 |

## Limping King
- Prima televisiva: 13 settembre 1956

### Trama
- Guest star: George Selk (Tom Elders), Jack Reynolds (Red Roberts), Pierce Lyden (Larry Bates), Reed Howes (ispettore), Bob Filmer (Sam), Marjorie Garretson (Ma Martin), Don Durant (Jack Elders), Herman Hack (Pete Burris), Paul McGuire (Uomo in ufficio postale)

## The Rookie
- Prima televisiva: 20 settembre 1956

### Trama
- Guest star: Ed Hinton (Lefty Burke), Steve Warren (constable Dennis Burns), Eddie Foster (Francois Valle), Mary Adams (Alice Burns)

## Pack Ice Justice
- Prima televisiva: 27 settembre 1956

### Trama
- Guest star: Weaver Levy (Ooluk), Ralph Neff (Vic Sealy), Terry Frost (Hank Mullen), Robert Cabal (Waboo), Joy Lee (Eewa), Julia Montoya (Donna eskimese)

## Revenge
- Prima televisiva: 4 ottobre 1956

### Trama
- Guest star: Francis De Sales (Carl Stack), Fred Cavens (Pierre La Fitte), John Lehman (constable Duggan), Harrison Lewis (dottore)

## Littlest Rookie
- Prima televisiva: 11 ottobre 1956

### Trama
- Guest star: Paul Engle (Danny Lawson), Gregg Palmer (Ed McQuade), Helen Jay (Beth Lawson), Arnold Daly (constable)

## Lost Patrol
- Prima televisiva: 18 ottobre 1956

### Trama
- Guest star: Patrick Whyte (ispettore Fitzwilliam), Ted Jacques (Pete Dexter), Bill Tischer (constable Dempsey), Michael Loring (constable Tedrow), Frank Fenton (Nils Narvik), Pat Coleman (Little Moose)

## King of Herschel Island
- Prima televisiva: 25 ottobre 1956

### Trama
- Guest star: Lane Bradford (Jason Bowhead), Charles Stevens (Ataksuk), John Pickard (Jim Dark), Robert Cabal (Tulalik), James Macklin (Jeremy), Jack Petruzzi (Nathan), Robert Swan (caporale Rogers)

## Ghosts of the Anvils
- Prima televisiva: 1º novembre 1956

### Trama
- Guest star: Charles Fredericks (Jack Steadman), Pierce Lyden (cercatore), Eddie Foster (Lefty), Leo Curley (Hank)

## Eye of Evil
- Prima televisiva: 8 novembre 1956

### Trama
- Guest star: Jan Shepard (Lou Anne Constantine), Ray Boyle (Jerry Traynor), Thayer Roberts (Gregor Tallin), Sydney Mason (Martin), Elizabeth Slifer (Mrs. Karp), Joe Brown Jr. (cameriere), Sailor Vincent (Diner Patron)

## Luck of the Trail
- Prima televisiva: 15 novembre 1956

### Trama
- Guest star: Thom Carney (Ernie Stevens), Paul McGuire (Jack Garfield), Murvyn Vye (Len Price)

## Return Visit
- Prima televisiva: 22 novembre 1956

### Trama
- Guest star: Paul Engle (Johnny Demers), Douglas Henderson (Harry Evans [Walt Daniels in credits]), Walter Reed (Walt Daniels [Harry Evans in credits]), Virginia Wave (Clara Demers), Tom Keene (Rev. Aurthur Thomas), Reed Howes (ispettore), Anthony Jochim (barbiere)

## The Tobacco Smugglers
- Prima televisiva: 29 novembre 1956

### Trama
- Guest star: Don Kent (Marshall Wilson), William Haade (Rusty), Carol Henry (Jake), Dick Wilson (Skeeter), Casey MacGregor (First Prospector), Sailor Vincent (Second Prospector)

## Turnabout
- Prima televisiva: 6 dicembre 1956

### Trama
- Guest star: Donald Kohler (Frank Townsend), Morgan Jones (Red), Dennis Moore (constable Wilson), Arthur Hansen (Joe), Charmienne Harker (Helen Townsend), George Cisar (George Walton), Clem David Wiechman (Jim Elliot), Thom Carney, Paul McGuire, Murvyn Vye

## Emergency on Scarface Flat
- Prima televisiva: 13 dicembre 1956

### Trama
- Guest star: Elaine Williams (Olivetta Godfrey), Walter Reed (dottor John Godfrey), Les Mitchel (Basil Ogden), Robert Roark (constable Harry Atkins), Fred Sherman (negoziante)

## The Williwaw
- Prima televisiva: 20 dicembre 1956

### Trama
- Guest star: Jimmy Lydon (Johnny Lane), Ted Jacques (Able Frame)

## Border Action
- Prima televisiva: 27 dicembre 1956

### Trama
- Guest star: Barry Curtis (Bill Walker), Edgar Dearing (Elbridge 'El' Walker), Charles J. Conrad (Clint Hyde), Kenne Duncan (Ram Stevens), Coleman Francis (Matt Lance)

## The Black Ace
- Prima televisiva: 3 gennaio 1957

### Trama
- Guest star: Don Durant (Sam Tanner), Fred Coby (Slade), William Hunt (Tom Tanner), Richard Emory (constable Drake), Reed Howes (Blackie), Robert Christopher (Nick), Leslie Thomas (medico legale)

## Scourge of the Wilderness
- Prima televisiva: 11 gennaio 1957

### Trama
- Guest star: John Craven (Al Stone), House Peters Jr. (Monk Larson), Rus Conklin (Chief Taranga), Robert Carson (Dan Grady), Harry Tyler (Lafe Wilson), George E. Mather (Ted Wilson)

## Blind Justice
- Prima televisiva: 17 gennaio 1957

### Trama
- Guest star: Alma Lawton (Molly Andrews), Donald Lawton (Jim Andrews), Harvey Grant (Donny Andrews), Jack Harris (Jack Daniels), Richard Warren (Otto Holst), Joe Abdullah (Indian Joe)

## The Stolen Malamute
- Prima televisiva: 4 aprile 1957

### Trama
- Guest star: Frank Richards (Jug Jackson), Grant Richards (Peter Loomis), Tom London (Sam Barker), Zon Murray (John Gibbs), Rickey Murray (Jimmy Gibbs), Robert Malcolm (De. Kent), Steve Raines (minatore)

## The Devil's Roost
- Prima televisiva: 11 aprile 1957

### Trama
- Guest star: George Lynn (Neal Bascom), Robert Cunningham (Boreno Smith), Peter Damon (constable Jim Downey), Robert Whiteside (Gil Fletcher), Jo Ann Wade (Louise Fletcher), Belle Mitchell (Nirana), Ron Nyman (Nagu), Vernon Rich (John Fletcher)

## Ten Little Indians
- Prima televisiva: 18 aprile 1957

### Trama
- Guest star: Don 'Red' Barry (Harvey Brand), Billy Miller (Napoleon), David Leonard (padre Michel), Dennis Moore (Mike Donovan), Gene O'Donnell (Bill Ransom), William Boyett (Cary Braddock)

## Underground Ambush
- Prima televisiva: 25 aprile 1957

### Trama
- Guest star: Kasey Rogers (Sherry Wilmer), Will J. White (Ben Stafford), Dan Blocker (Mule Conklin), Frank J. Scannell (Peters), John Ayres (ispettore Graves), Donald Kerr (Lunchroom Owner)